# Beatriz Cuesta Arribas
Beatriz Cuesta Arribas   (Burgos, 23 de febrer de 1993) és una àrbitre de futbol de la Primera Divisió Femenina d'Espanya. Pertany al Comitè d'Àrbitres de Galícia.

## Trajectòria
Va ascendir a la màxima categoria del futbol femení espanyol l'any 2018.

## Temporades
| Categoria       | País    | Any   |
| --------------- | ------- | ----- |
| Primera Divisió | Espanya | 2018- |